# Domenico Russo (pittore)
Domenico Russo (Nicotera, 2 luglio 1831 – Nicotera, 13 gennaio 1907) è stato un pittore e commediografo italiano.

## Biografia
Studiò all'Accademia di belle arti di Napoli sotto il Mancinelli, il Guerra ed il Morelli.
Fece ritorno in patria nel 1854 nonostante le sollecitazioni degli amici e degli insegnanti a restare a Napoli per motivi prettamente familiari. Qui operò moltissimo, specialmente nel campo della ritrattistica e della decorazione delle chiese, non solo di Nicotera, ma anche di Mileto e Tropea. Della sua vasta produzione artistica le sue opere principali si trovano a Nicotera nella chiesa del Rosario (catino absidale col Coro delle vergini, la Madonna di sette veli con san Domenico e santa Caterina da Siena - sulla cupola un insieme di angeli a figura intera - sui pinnacoli i quattro evangelisti - lateralmente il roveto ardente - la scala di Giacobbe e Sisra che uccide Jaele); nella chiesa parrocchiale di Nicotera Marina (intero catino absidale, cupola, volta e pinnacoli).
Nella locale Pinacoteca Vescovile provinciale è dato ammirare una vasta rassegna di ritratti ad olio raffiguranti soggetti sacri, personaggi illustri della città ed alcuni vescovi di Nicotera. Morì a Nicotera nel 1907. È sepolto nel cimitero della sua città natale.